# 塞氏寬箬鰨
塞氏寬箬鰨為輻鰭魚綱鰈形目鰨亞目鰨科的其中一種，為熱帶魚類，分布於澳洲淡水、半鹹水域，為特有種，體長可達15公分，棲息在沙底質淺水域或較深的岩石底質潮池，以甲殼類、水生昆蟲及魚類為食，生活習性不明。